# Sevilla FC
Câu lạc bộ bóng đá Sevilla (tiếng Tây Ban Nha: Sevilla Fútbol Club; phát âm tiếng Tây Ban Nha: [seˈβiʎa ˈfuðβol ˈkluβ]) là một câu lạc bộ bóng đá chuyên nghiệp của Tây Ban Nha có trụ sở tại Sevilla, thủ phủ và thành phố lớn nhất của cộng đồng tự trị Andalucía, Tây Ban Nha. Câu lạc bộ hiện thi đấu ở giải đấu hàng đầu của bóng đá Tây Ban Nha, La Liga.
Sevilla là một trong những câu lạc bộ thành công nhất ở cấp độ châu Âu, khi vô địch UEFA Europa League 7 lần, nhiều hơn bất kỳ câu lạc bộ châu Âu nào khác. Đây là câu lạc bộ thể thao lâu đời nhất của Tây Ban Nha chỉ dành riêng cho bóng đá. Câu lạc bộ được thành lập vào ngày 25 tháng 1 năm 1890, với Edward Farquharson Johnston sinh ra ở Scotland là chủ tịch đầu tiên của họ. Vào ngày 14 tháng 10 năm 1905, các bài báo liên kết của câu lạc bộ đã được đăng ký tại Chính phủ Dân sự Sevilla dưới sự chủ trì của José Luis Gallegos Arnosa, sinh ra tại Jerez.
Sevilla FC cũng là câu lạc bộ thành công nhất tại Andalusia, giành 1 chức vô địch quốc gia mùa 1945-1946, 5 Cúp Nhà vua Tây Ban Nha (1935, 1939, 1948, 2007 và 2010), một Siêu cúp Tây Ban Nha (2007), kỷ lục 7 UEFA Cup / UEFA Europa League (2006, 2007, 2014, 2015, 2016, 2020 và 2023) và Siêu cúp UEFA 2006. Họ cũng được Liên đoàn thống kê và lịch sử bóng đá quốc tế (IFFHS) chỉ định là câu lạc bộ tốt nhất thế giới vào năm 2006 và 2007, do đó là câu lạc bộ đầu tiên đạt được danh hiệu này trong hai năm liên tiếp.
Đội trẻ Sevilla Atlético, được thành lập vào năm 1958, hiện đang chơi ở Segunda División B. Câu lạc bộ được liên kết với một đội bóng ở Puerto Rico cùng tên. Các câu lạc bộ khác có liên quan đến Sevilla FC bao gồm đội nữ, đội futsal và đội Superleague Formula trước đây.
Sân nhà của câu lạc bộ là Sân vận động Ramón Sánchez Pizjuán có sức chứa 43.883 chỗ ngồi. Nó nằm ở khu vực lân cận Nervión, Sevilla, và mang tên Ramón Sánchez Pizjuan, người từng là chủ tịch của Sevilla FC trong 17 năm.
Sevilla FC đã đóng góp nhiều cầu thủ cho đội tuyển quốc gia Tây Ban Nha trong suốt lịch sử của họ.

## Lịch sử

### Từ lúc thành lập cho đến Nội chiến Tây Ban Nha
Môn bóng đá được giới thiệu ở Sevilla vào cuối thế kỷ 19 bởi một lượng lớn người Anh xa xứ trong thành phố, do chủ sở hữu hoặc người quản lý của các công ty sản xuất có trụ sở tại thủ đô Andalusia sáng tác. Câu lạc bộ Sevilla Fútbol được thành lập vào ngày 25 tháng 1 năm 1890 với tên gọi Câu lạc bộ bóng đá Sevilla (Sevilla Foot-ball Club).
Sevilla được thành lập chính thức vào ngày 25 tháng 1 năm 1890 trong khi một nhóm thanh niên người Anh, chủ yếu là người Scotland, cùng với những thanh niên gốc Tây Ban Nha khác, tổ chức lễ hội Burns Night ở Sevilla. Tài liệu thành lập của câu lạc bộ, được xuất bản trên ấn bản của Dundee Courier ngày 17 tháng 3 năm 1890 mô tả chi tiết đầy đủ về sự hình thành của câu lạc bộ và cách những thành viên sáng lập trẻ đó quyết định đầu tiên chơi theo Điều lệ Hiệp hội, thứ hai là từ "bóng đá" trong nó tên và thứ ba, để bầu chọn "người mang văn phòng" của họ. Đoạn sau đây là phần trích dẫn của bài báo đó:
Some six weeks ago a few enthusiastic young residents of British origin met in one of the cafés for the purpose of considering a proposal that we should start an Athletic Association, the want of exercise being greatly felt by the majority of us, who are chiefly engaged in mercantile pursuits. After a deal of talk and a limited consumption of small beer, the "Club de Football de Sevilla" was duly formed and office-bearers elected. It was decided we should play Association rules (...) We were about half and half Spanish and British

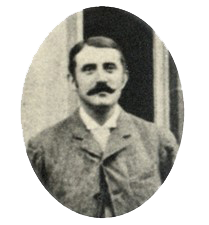
Edward F. Johnston, người sáng lập và là Chủ tịch đầu tiên

Chủ tịch đầu tiên của câu lạc bộ là ông Edward Farquharson Johnston người Scotland (Elgin, ngày 14 tháng 10 năm 1854), là phó lãnh sự người Anh tại Sevilla và đồng sở hữu công ty MacAndrews & Co., chủ tàu với các tuyến thương mại giữa Tây Ban Nha và Vương quốc Anh, một trong số đó là việc vận chuyển cam Sevilla. Hugh Maccoll, một thanh niên Scotland khác (Glasgow, ngày 9 tháng 6 năm 1861), một kỹ sư hàng hải vào thời điểm đó đã chuyển đến Sevilla để làm giám đốc kỹ thuật của xưởng đúc Portilla White, là thuyền trưởng đầu tiên của họ. Một trong những đối tác của Maccoll tại xưởng đúc Portilla White ở Sevilla, Isaias White, là thư ký đầu tiên của câu lạc bộ. Ông là con trai của một doanh nhân người Anh, người đã thành lập công ty nói trên, một trong những xưởng đúc lớn ở Tây Ban Nha vào cuối thế kỷ 19.
Để kỷ niệm ngày thành lập câu lạc bộ, Isaias White đã gửi một bức thư cho Recreativo de Huelva, để mời họ chơi một trận bóng đá ở Sevilla. Bức thư đó đã được đăng bởi tờ báo Tây Ban Nha La Provincia. Huelva Recreation đã chấp nhận lời mời và trận đấu diễn ra vào ngày 8 tháng 3 năm 1890, đây là trận đấu chính thức đầu tiên từng được chơi ở Tây Ban Nha. Sevilla FC đã thắng trận đấu lịch sử đó với tỷ số 2–0, với bàn thắng đầu tiên trong một trận đấu chính thức trong lịch sử bóng đá Tây Ban Nha được ghi bởi cầu thủ Ritson của đội Sevilla. Isaias sống tại Calle Bailen 41  ở Sevilla (ngôi nhà vẫn còn tồn tại nhưng đã được đánh số lại) khiến đây trở thành sân nhà đầu tiên của Sevilla FC.
Năm 1907, Sevilla Balompíe được thành lập, tiếp theo là câu lạc bộ Betis Football vào năm 1909, Recreativo de Sevilla và Español de Sevilla. Nhiều câu lạc bộ được thành lập hơn khi nhiều năm trôi qua và nhiều trận đấu cạnh tranh hơn được tổ chức giữa các đội, mặc dù Sevilla FC, câu lạc bộ lâu đời nhất của thành phố, áp đặt quyền lực tối cao so với các câu lạc bộ khác trong thời kỳ đầu này.

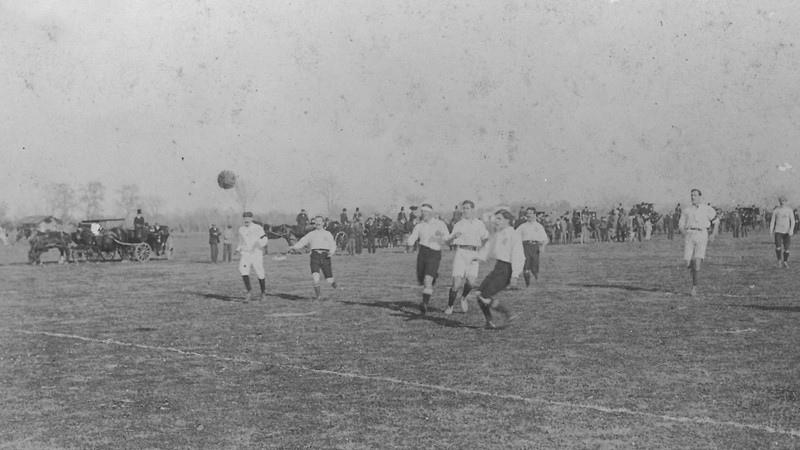
Sevilla Fútbol Club - Câu lạc bộ Real Recreativo de Huelva (1909)

Năm 1912, giải Copa de Sevilla đầu tiên được diễn ra và Sevilla FC giành chiến thắng. Từ năm 1915 đến năm 1932, Copa Andalucia được tổ chức bởi "Federación Sur" và những chức vô địch này bao gồm Sevilla FC, Real Betis Balompié, Recreativo de Huelva, Español de Cádiz và sự tham gia lẻ tẻ của Nacional de Sevilla và Córdoba. Sự thống trị của Sevilla được thể hiện rõ đến mức trong số 19 chức vô địch Andalusia đã chơi, 16 chức vô địch thuộc về đội bóng này, trong đó ba chức vô địch còn lại là Español de Cádiz, Recreativo de Huelva và Real Betis Balompié.
Năm 1918, Sevilla FC lần đầu tiên tham dự "Copa de España" và trở thành đội Andalusia đầu tiên lọt vào vòng chung kết của cuộc thi. Năm 1928, khi "Campeonato Nacional" (Giải vô địch quốc gia) được tổ chức, Sevilla FC không thuộc giải hạng nhất do thất bại trước Racing de Santander trong một trận đấu loại trực tiếp được thiết lập để quyết định đội nào trong hai đội. sẽ cạnh tranh trong giải đấu mới được thành lập.
Vào cuối mùa giải 1933–34, Sevilla FC được thăng hạng lên Giải hạng nhất của "Campeonato Nacional." Năm 1935, họ được xưng tụng là "Campeón de Copa" (Cúp vô địch) lần đầu tiên khi đánh bại Sabadell, lặp lại vào năm 1939 trước Racing de Ferrol và một lần nữa vào năm 1948 trước Celta de Vigo. Câu lạc bộ đã tham dự hai trận chung kết khác, nhưng để thua Athletic Bilbao năm 1955 và trước Real Madrid năm 1962. Sevilla ở lại giải hạng Nhất từ mùa giải 1933–34 cho đến năm 1967, khi họ bị xuống hạng xuống hạng Nhì, một hạng đấu mà từ đó họ chưa bao giờ bị xuống hạng sâu hơn nữa.

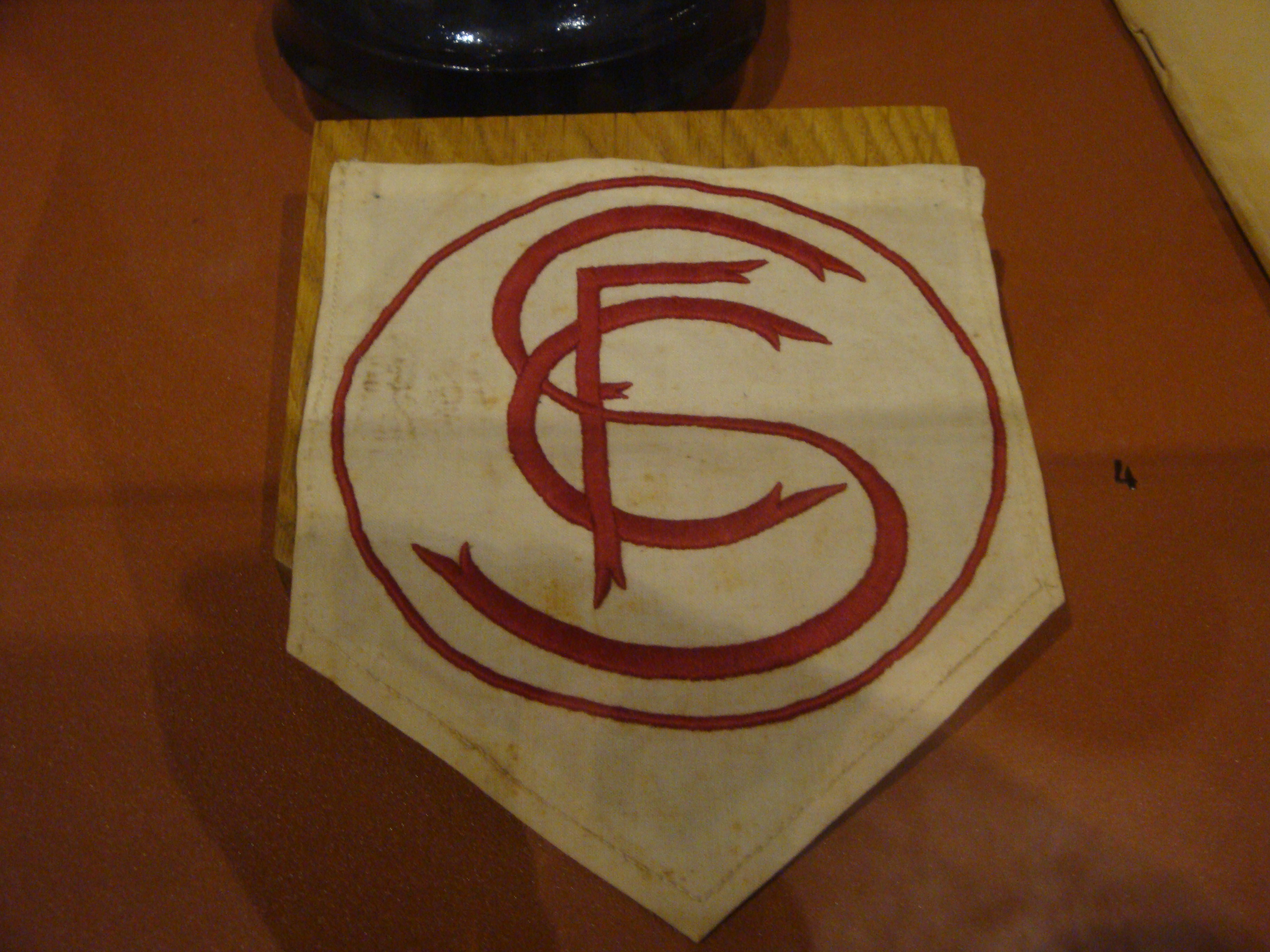
Biểu tượng đầu tiên của Sevilla, được trưng bày trên áo đấu của một cựu cầu thủ trong bảo tàng câu lạc bộ.

Mùa giải 1945–46 là một mùa giải có tầm quan trọng cao trong lịch sử của Sevilla, vì nó đánh dấu lần đầu tiên và duy nhất cho đến nay, đội bóng này là nhà vô địch giải đấu. Trong bốn lần khác, câu lạc bộ được tuyên bố là "subcampeón de Liga" (Á quân Giải đấu: 1939–40, 1942–43, 1950–51 và 1956–57).
Tính cả mùa giải hiện tại, Sevilla đã tham dự 74 mùa giải ở giải hạng Nhất và 13 mùa giải ở giải hạng Hai, chưa từng tụt hạng dưới giải hạng Hai. Sevilla cũng đã tham dự bốn giải đấu châu Âu, "Copa de Europa" (Cúp các nhà vô địch Liên đoàn châu Âu) (1957–58); Recopa (Winners Cup) (1962–63) và UEFA Cup trong 9 lần (1966–67, 1970–71, 1982–83, 1983–84, 1990–91, 1995–96, 2004–05, 2005–06 và 2006 –07). Sevilla cũng tham dự UEFA Champions League 2007–08.
Có hơn 400 cá nhân hiện đang chơi cho tổ chức Sevilla FC, bao gồm hai đội bán chuyên nghiệp (ở hạng Nhì A - hạng nhì quốc gia) và 12 đội trẻ.

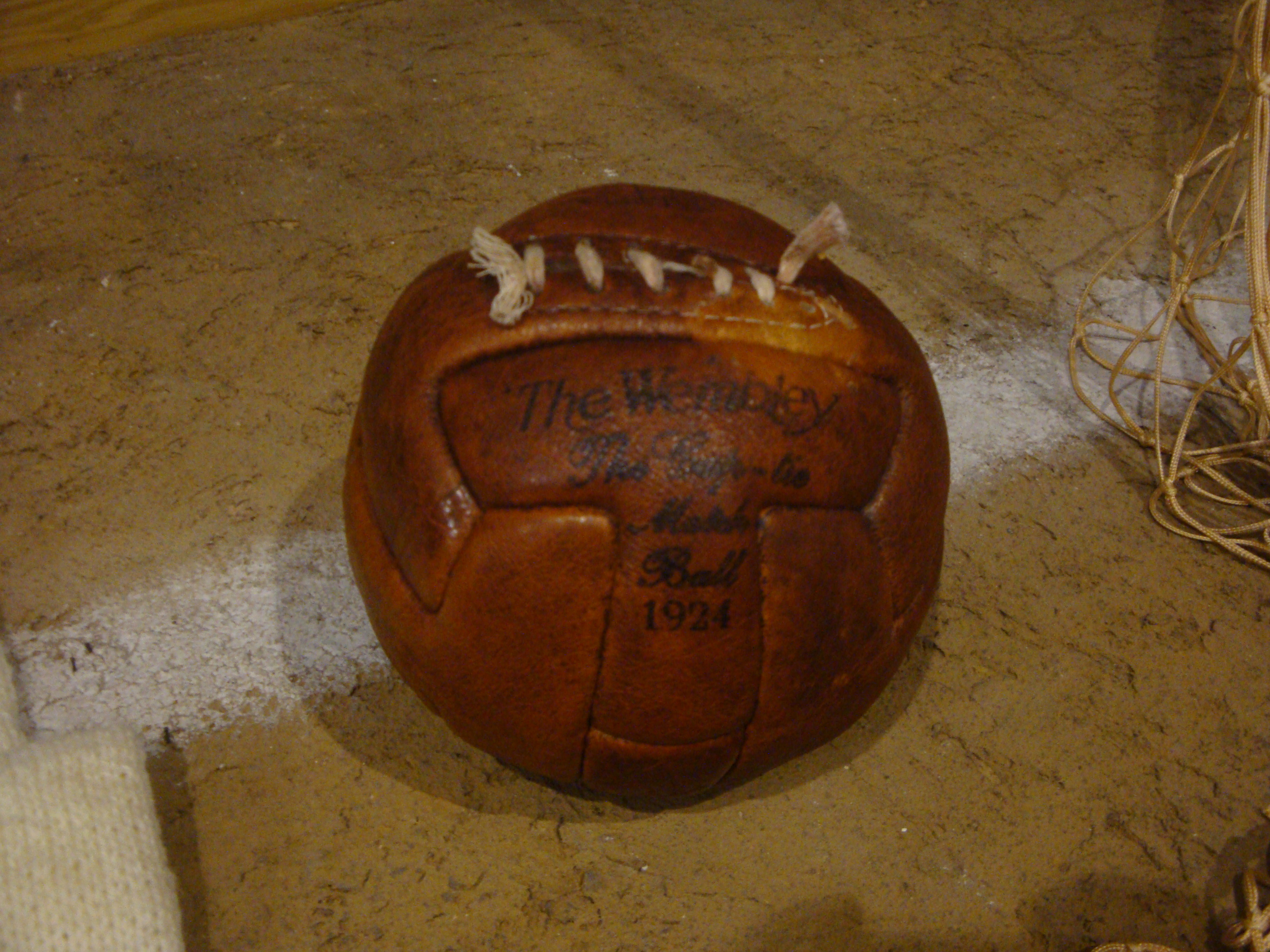
Bóng của CLB trong bảo tàng.

Sevilla luôn tính đến việc có những cầu thủ quốc tế trong hàng ngũ của mình để hỗ trợ cho việc theo đuổi các danh hiệu. Những người chơi đầu tiên là Spencer và Herminio vào những năm 1920. Juan Arza, một cầu thủ quốc tế xuất hiện từ những năm 1940, được xưng tụng là Vua phá lưới của Giải VĐQG Tây Ban Nha trong mùa giải 1954–55, với 29 bàn thắng. Khoảng 30 cầu thủ Sevilla đã được chọn để chơi cho selección española (Đội tuyển quốc gia Tây Ban Nha) trong những năm qua.
Các cầu thủ nước ngoài luôn đóng một vai trò không thể thiếu trong thành công của Sevilla FC với Diego Maradona là đại diện được biết đến nhiều nhất trong số họ trong thời gian gắn bó với câu lạc bộ trong mùa giải 1992–93. Trong cùng mùa giải, Sevilla FC được quản lý bởi Carlos Salvador Bilardo, một nhà vô địch thế giới.
Trong lịch sử, Sevilla FC đã có các đội tham gia nhiều môn thể thao khác nhau như bóng rổ, bóng bầu dục, chèo thuyền, điền kinh và cử tạ hoặc bi sắt. Hiện tại, Sevilla FC có 25 đội chuyên nghiệp trên sổ cái của mình (trong số này thuộc hạng hai quốc gia) và một đội bóng đá nữ trong Đội danh dự.
Sân vận động của Sevilla FC, Ramón Sánchez Pizjuán, được khánh thành vào năm 1958 và là một trong những sân vận động lớn nhất ở Tây Ban Nha, và có vinh dự tổ chức trận bán kết World Cup vào năm 1982. Sau khi hoàn thành cuối cùng, sân vận động có sức chứa tối đa 75.000 khán giả, nhưng kể từ lần tu sửa gần đây nhất, sân vận động đã được chuyển đổi thành toàn bộ chỗ ngồi với lớp phủ được thêm vào khu vực tiếp khách chính, giảm sức chứa xuống còn 45.000 khán giả.

### Thành công đầu tiên

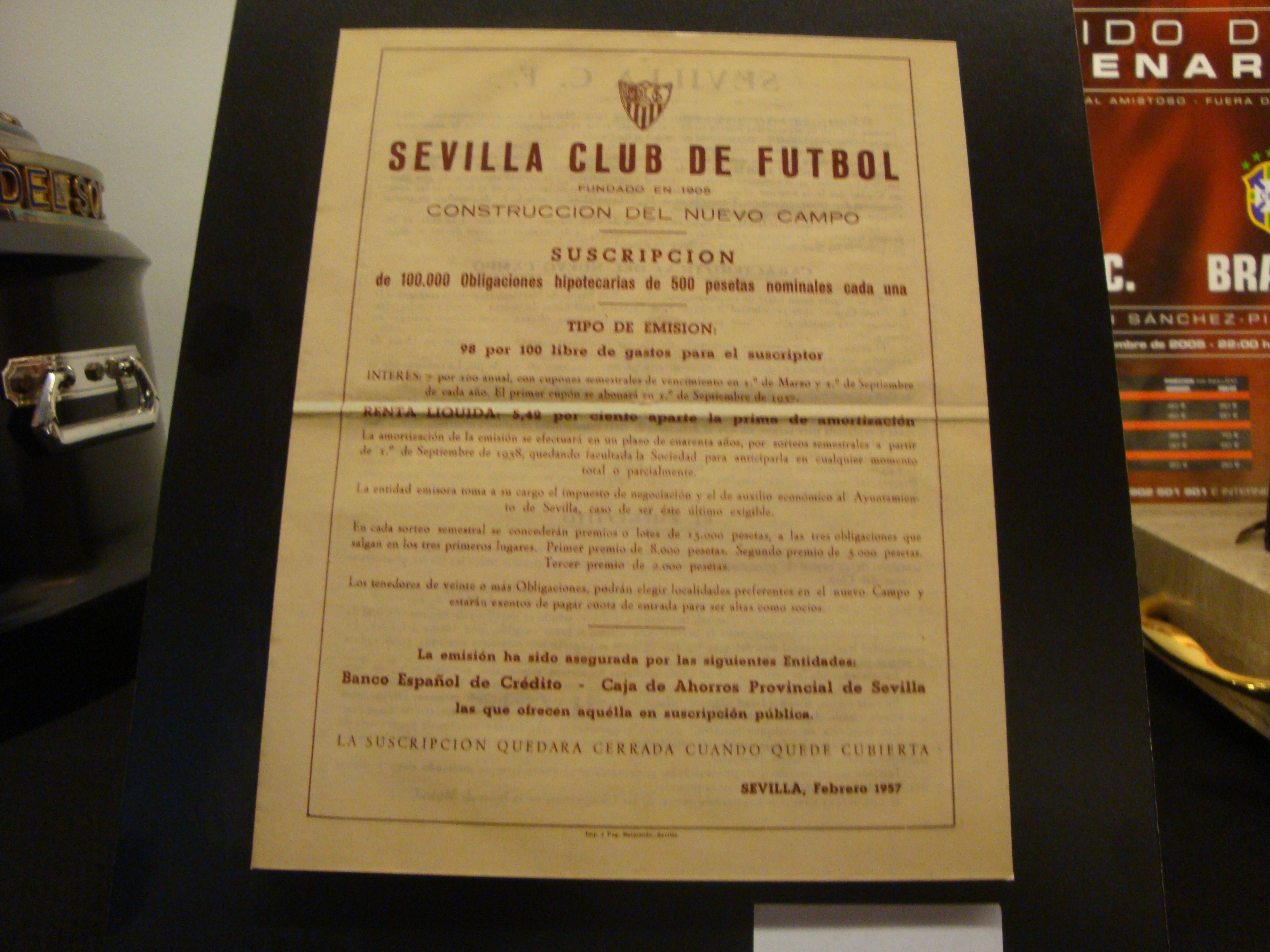
Phát hành trái phiếu để xây dựng sân vận động mới (1957)

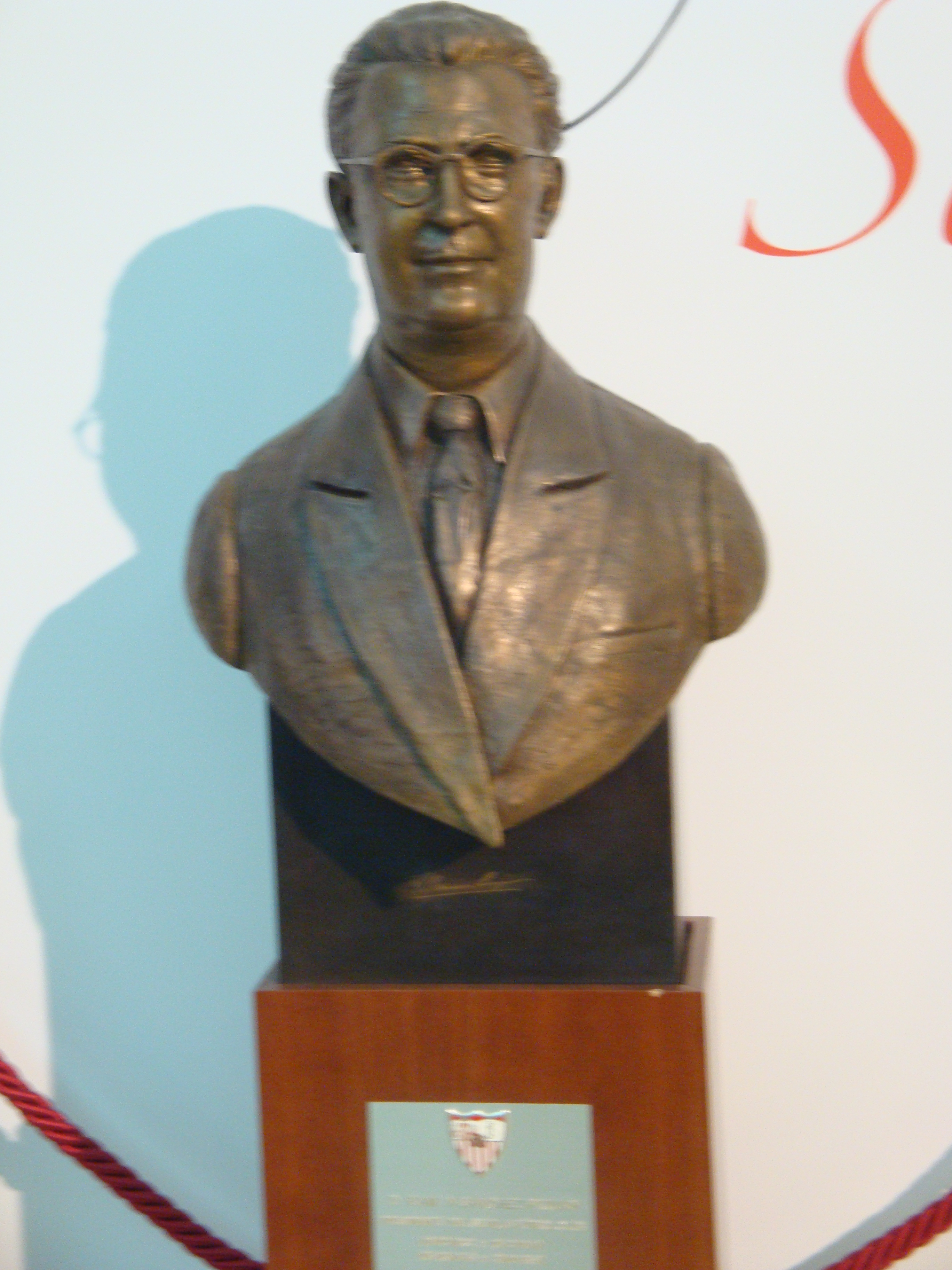
Tượng bán thân của Ramón Sánchez-Pizjuán được đặt tại sân vận động.

Sevilla đã có lần đầu tiên thành công trong nước trong thập kỷ sau khi Nội chiến kết thúc, giành chức vô địch La Liga 1945–46 và hai danh hiệu Copa del Rey. Trong mùa giải đầu tiên (1939–40), Sevilla giành cúp vào ngày 25 tháng 6, đánh bại Racing de Ferrol 6–2 tại Barcelona. Cũng trong mùa giải đó, đội bóng đã đánh mất chức vô địch Liga vào ngày cuối cùng vào tay Atlético Madrid sau trận hòa 3–3 trước Hércules. Tiền đạo của Sevilla được gọi là los stukas sau chiếc máy bay ném bom của Đức, và ghi được 216 bàn thắng trong 4 mùa giải. Nó bao gồm López, Torrontegui, Campanal, Raimundo, Berrocal và Pepillo.
Năm 1941, Chủ tịch Ramón Sánchez Pizjuán rời câu lạc bộ để quản lý Liên đoàn bóng đá Tây Ban Nha. Sau khi ra đi, Antonio Sánchez Ramos tạm thời chiếm giữ vị trí này cho đến khi bổ nhiệm vĩnh viễn Jerónimo Domínguez y Pérez de Vargas, Hầu tước của Contadero, người là chủ tịch của câu lạc bộ trong sáu năm cho đến khi Sánchez Pizjuán trở lại. Sevilla về nhì trước Athletic Bilbao trong mùa giải 1942–43 và về thứ ba sau đó một mùa giải. Sevilla giành chức vô địch Liga duy nhất vào năm 1945–46, hơn FC Barcelona một điểm. Hai năm sau, Sevilla giành Copa del Rey năm 1948 sau khi đánh bại Celta de Vigo 4–1 tại Madrid vào ngày 4 tháng 7.
Bản hợp đồng quan trọng nhất trong những năm đó là tiền đạo quốc tế người Tây Ban Nha Juan Arza. Ngoài ra còn có sự ra mắt của cháu trai Campanal, hậu vệ Campanal II, với người chú là huấn luyện viên. Trong mùa giải 1950–51, với việc Campanal làm huấn luyện viên, đội đã về nhì tại La Liga, kém Atlético Madrid hai điểm. Trước mùa giải 1953–54, huấn luyện viên người Argentina Helenio Herrera đã được thuê. Trong thời gian ông nắm quyền, câu lạc bộ đã đứng thứ năm trong mùa giải 1953–54, thứ tư trong cả hai mùa giải 1954–55 và 1955–56 và thứ hai sau Real Madrid trong các năm 1956–57. Năm 1954, câu lạc bộ đã đưa việc xây dựng sân vận động mới ra đấu thầu vì Sân vận động Nervión trở nên quá nhỏ so với cơ sở người hâm mộ của câu lạc bộ. Trong mùa giải 1954–55, Arza giành được Pichichi Trophy với tư cách là vua phá lưới La Liga, với 28 bàn thắng, và đội là á quân Copa del Rey. Năm 1955, nhân kỷ niệm 50 năm thành lập câu lạc bộ, một giải đấu tam giác đã được tổ chức với câu lạc bộ Pháp Stade de Reims và câu lạc bộ Thụy Điển IFK Norrköping; Sevilla đã thắng.
Ngày 28 tháng 10 năm 1956, cựu chủ tịch Sánchez Pizjuán đột ngột qua đời. Để tri ân nhà lãnh đạo đã khuất mà trong nhiệm kỳ chủ tịch từng giúp Sevilla giành được ba Copas del Rey, người hâm mộ quyết định rằng sân vận động mới được xây theo kế hoạch của câu lạc bộ sẽ được đặt tên ông. Trong mùa giải 1956–57, đội là á quân Liga sau Real Madrid, đảm bảo suất tham dự Cúp châu Âu lần đầu tiên. Herrera rời câu lạc bộ vào cuối mùa giải. Câu lạc bộ cần một chiến thắng vào ngày cuối cùng của mùa giải tiếp theo để tránh xuống hạng, nhưng đã lọt vào tứ kết Cúp C1 châu Âu trước khi bị loại bởi nhà vô địch cuối cùng là Real Madrid.
Sau khi Chủ tịch CLB qua đời, Ramón de Carranza đảm nhận vị trí này trong 4 năm. Người ta nói rằng ông đã nói những lời này tại lăng mộ của Sánchez Pizjuán:
"Ramón thân mến, bây giờ bạn bè của bạn, trong số những người mà tôi vinh dự được trở thành một, sẽ chôn cất bạn theo Christian, và vào ngày hôm sau, đưa thi thể bạn xuống đất, chúng tôi sẽ bắt đầu làm việc và ước mơ của bạn mà Sevilla FC có một sân vận động lớn sẽ trở thành hiện thực. Ramón, hãy bình yên đến thiên đường vì ước nguyện của bạn sẽ được thực hiện. "
Đúng như lời nói của mình, Carranza đã phát hành các khoản trái phiếu nghĩa vụ lên tới 50 triệu pesetas, và một tháng rưỡi sau cái chết của Sánchez Pizjuán, viên đá đầu tiên trong việc xây dựng sân vận động đã được đặt. Kiến trúc sư là Manuel Muñoz Monasterio, đồng thiết kế của Sân vận động Santiago Bernabéu mới được xây dựng gần đây, sân nhà của Real Madrid. Sân vận động Ramón Sánchez Pizjuán cuối cùng đã được mở cửa vào ngày 7 tháng 9 năm 1958 khi Sevilla chơi trận giao hữu đầu tiên với câu lạc bộ Andalusia Real Jaén. Trận đấu chính thức đầu tiên của sân vận động là vào ngày khai mạc mùa giải 1958–59, nơi Sevilla đánh bại Real Betis với tỷ số 4–2.

### Khủng hoảng và ổn định

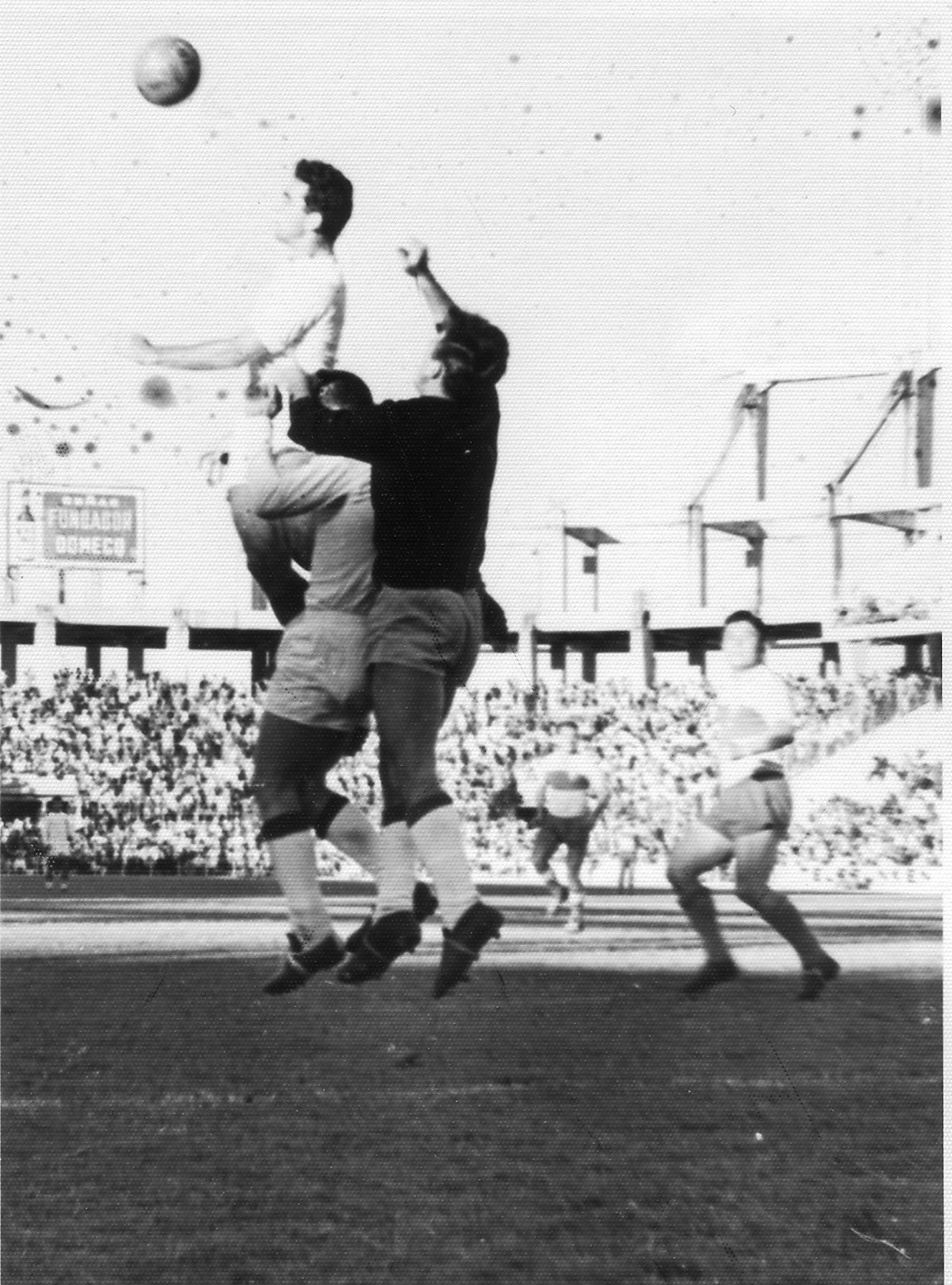
Campanal phá bóng trong Sân vận động Sánchez Pizjuán vào ngày 15 tháng 11 năm 1961.

Trong những năm 1970, Sevilla buộc phải bán những cầu thủ hàng đầu của mình để trả các khoản nợ phát sinh từ việc xây dựng sân vận động mới; Manuel Ruiz Sosa chuyển đến Atlético Madrid, Gallego đến Barcelona và Juan Batista Agüero đến Real Madrid. Hơn nữa, một phần đất liền kề sân vận động cũng đã được bán cho một ngân hàng. Mùa giải 1967–68, Sevilla trở lại giải hạng Nhì lần đầu tiên sau 31 năm, nhưng được thăng hạng trở lại sau một mùa giải. Mùa giải tiếp theo, huấn luyện viên người Áo Max Merkel, biệt danh "Ngài Whip" vì sử dụng các kỹ thuật và cách huấn luyện nghiêm khắc và khắc nghiệt, đã được thuê. Mùa giải đó, câu lạc bộ đứng thứ ba trên BXH. Tuy nhiên, câu lạc bộ lại xuống hạng vào cuối mùa giải 1972–73. Năm 1973, Sevilla ký hợp đồng với cầu thủ da màu đầu tiên của họ, cầu thủ chạy cánh người Gambia Biri Biri, từ câu lạc bộ Đan Mạch Boldklubben 1901. Ông ở lại câu lạc bộ cho đến năm 1978 và trở thành một nhân vật đình đám, với một nhóm cực đoan mang tên ông tồn tại cho đến ngày nay. Trong mùa giải 1974–75, với sự dẫn dắt của Roque Olsen người Argentina, câu lạc bộ đã trở lại giải hạng Nhất. Vào cuối những năm 1970, Sevilla ký hợp đồng với những cầu thủ Argentina như Héctor Scotta và Daniel Bertoni.
Vào ngày 16 tháng 5 năm 1976, Sevilla chơi trận thứ 1.000 tại La Liga.
Đầu tiên được chỉ đạo bởi Miguel Muñoz và sau đó là Manolo Cardo, đội đã tham dự hai mùa giải liên tiếp của UEFA Cup từ 1981 đến 1983. Lễ kỷ niệm 75 năm thành lập câu lạc bộ đã được tổ chức với nhiều sự kiện xã hội và trận đấu với đội bóng Brazil Santos. Năm 1982, World Cup được tổ chức tại Tây Ban Nha và Ramón Sánchez Pizjuán của Sevilla là nơi diễn ra trận bán kết giữa Tây Đức và Pháp. Năm 1984, Eugenio Montes Cabeza kết thúc nhiệm kỳ chủ tịch 11 năm của mình và được thay thế bởi doanh nhân chăn nuôi Gabriel Rojas, người đã có nhiều thăng tiến cho sân vận động của câu lạc bộ. Trong mùa giải 1985–86, Manolo Cardo rời vị trí quản lý của mình sau 5 năm đảm nhiệm, trong khi Francisco chơi ở FIFA World Cup 1986 cho Tây Ban Nha. Vicente Cantatore đã dẫn dắt câu lạc bộ giành quyền tham dự UEFA Cup vào cuối mùa giải 1989–90, với tiền đạo người Áo Toni Polster đã ghi được kỷ lục 33 bàn thắng ở Liga. Trong mùa giải 1992–93, sau nhiều tháng đàm phán, Diego Maradona, người Argentina nổi tiếng thế giới đã ký hợp đồng từ Napoli với mức phí 7,5 đô la   triệu. Tuy nhiên, thời gian của anh ấy ở câu lạc bộ không thành công, và anh ấy đã được ra đi một phần lớn do chấn thương định kỳ và xung đột với huấn luyện viên Bilardo. Trong các mùa giải tiếp theo, Luis Aragonés trở thành huấn luyện viên và kết thúc mùa giải 1994–95 với suất tham dự UEFA Cup mùa giải tiếp theo.
Vào cuối mùa giải 1994–95, bất chấp lời cầu xin của các giám đốc câu lạc bộ, Sevilla, cùng với Celta de Vigo, là một trong hai câu lạc bộ bị xuống hạng từ nhóm dẫn đầu vì lý do quản lý, kích động các hành động từ phía người hâm mộ. Các hành động này đã khiến cả Sevilla và Celta được đưa trở lại La Liga.
Những sự kiện này đã dẫn đến sự bất ổn định thể chế, với mùa giải chứng kiến bốn chủ tịch và ba nhà quản lý nắm quyền. Sevilla xuống hạng vào cuối mùa giải 1996–97 nhưng trở lại vào năm 1999. Vào đầu thế kỷ 21, vị trí chủ tịch của câu lạc bộ do Roberto Alés nổi tiếng đảm nhận. Tình hình của câu lạc bộ lúc đó rất tế nhị; đội đã rớt xuống giải hạng Nhì vào năm 2000 và đội bị suy yếu do các cầu thủ nghỉ hưu và việc bán các cầu thủ chủ chốt. Câu lạc bộ đã chọn một huấn luyện viên tương đối vô danh, Joaquín Caparrós, người đã giúp đội vô địch giải hạng Hai với ba trận chưa đấu chỉ trong mùa giải đầu tiên của ông trên cương vị lãnh đạo.

### Thành công trong thế kỷ 21

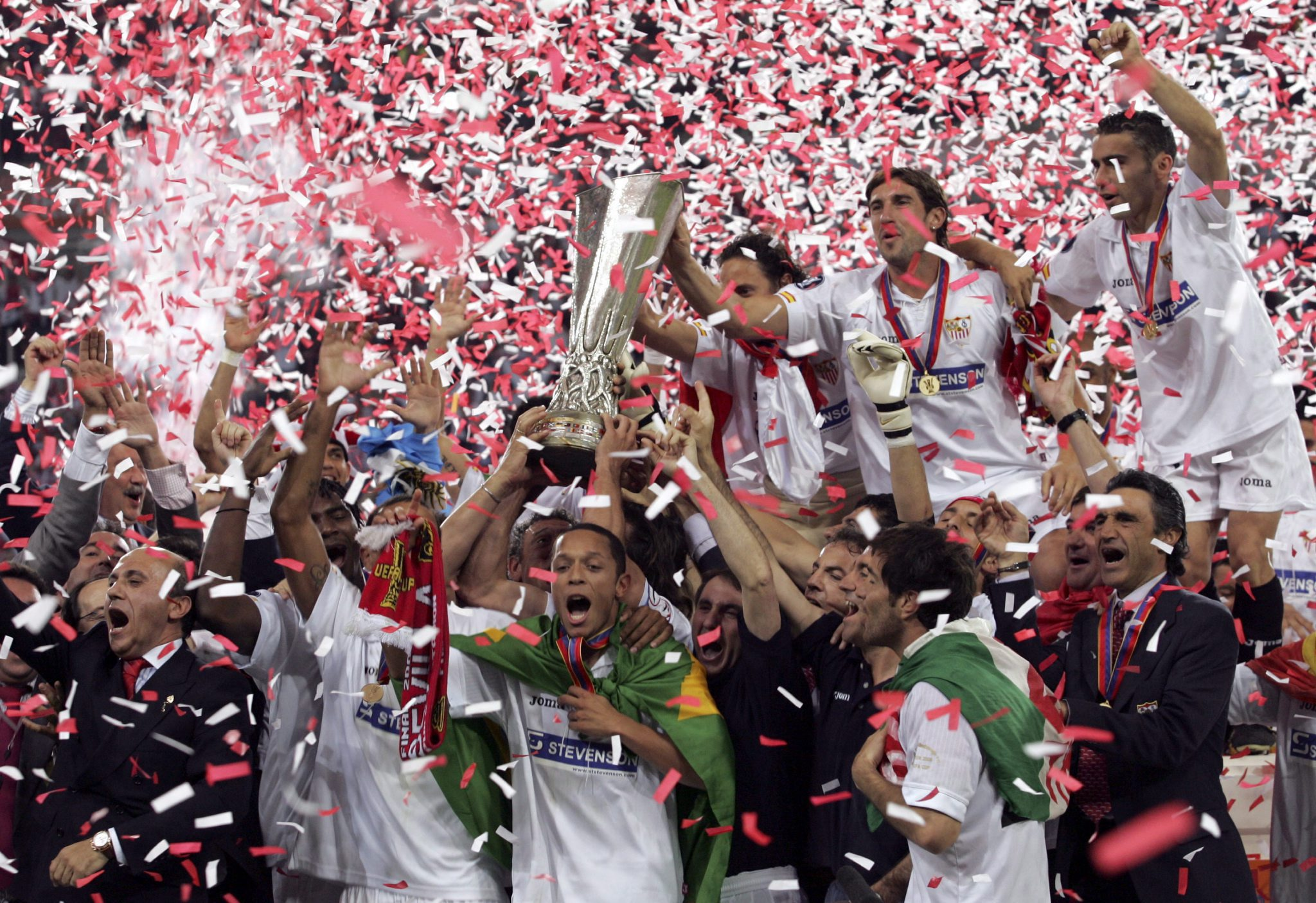
Các cầu thủ và nhân viên của Sevilla ăn mừng chức vô địch UEFA Cup năm 2006.

Vào tháng 5 năm 2002, Roberto Alés từ chức chủ tịch và luật sư người Sevillian José María del Nido đảm nhận chức vụ này. Một trong những quyết định đầu tiên của ông là xác nhận Caparrós làm huấn luyện viên và Monchi làm giám đốc thể thao.
Vào ngày 6 tháng 10 năm 2002, trước trận derby Sevilla với Betis tại Sánchez Pizjuán, bốn cổ động viên Sevilla, bao gồm cả một trẻ vị thành niên, đã hành hung một nhân viên bảo vệ. Cuộc tấn công đã bị trừng phạt và Sevilla buộc phải chơi bốn trận sân nhà tiếp theo của họ trong những khán đài không khán giả, thời hạn dài nhất từng dành cho một đội bóng ở La Liga. Câu lạc bộ đã kết thúc ở vị trí UEFA Europa Cup trong cả hai mùa giải 2003–04 và 2004–05 trước khi đánh dấu kỷ niệm 100 năm vào cuối năm 2005. Đây là chiến thắng đầu tiên của Sevilla ở châu Âu, trận chung kết UEFA Cup 2006 tại Sân vận động Philips ở Eindhoven vào ngày 10 tháng 5 năm 2006. Câu lạc bộ đã đánh bại câu lạc bộ Anh Middlesbrough 4–0 dưới thời tân huấn luyện viên Juande Ramos, với bàn mở tỷ số do công của tiền đạo người Brazil Luís Fabiano. Trong hiệp hai, cầu thủ thay thế người Ý Enzo Maresca lập cú đúp để được vinh danh là Cầu thủ xuất sắc nhất trận đấu, và tiền đạo người Malian Frédéric Kanouté ghi bàn chót.
Sevilla mở đầu mùa giải 2006–07 bằng việc giành Siêu cúp UEFA 2006 vào ngày 25 tháng 8 năm 2006 với chiến thắng 3–0 trước nhà vô địch Champions League và đồng hương Barcelona tại Stade Louis II ở Monaco. Các bàn thắng được ghi bởi Renato, Kanouté và một quả phạt đền muộn của Maresca. Mùa giải kết thúc với chức vô địch UEFA Cup thứ hai liên tiếp, lần này là trước câu lạc bộ đồng hương Tây Ban Nha Espanyol tại Hampden Park, Glasgow. Trận đấu chuyển sang loạt luân lưu khi kết thúc 2–2 sau hiệp phụ, với thủ môn Andrés Palop của Sevilla cản phá được ba quả phạt đền của Espanyol. Vào ngày 12 tháng 11 năm 2006, Sevilla chơi trận thứ 2.000 tại La Liga. Ngoài ra, Sevilla đã đánh bại Getafe trong trận Chung kết Copa del Rey 2007, với bàn thắng duy nhất của Kanouté trên chấm 11m của trận đấu. Sevilla về thứ ba ở La Liga mùa giải đó để giành quyền tham dự Champions League 2007–08. Kết quả của những thành công đó, Sevilla đã được bầu chọn là Đội bóng của năm của IFFHS trong mùa giải thứ hai liên tiếp, trở thành câu lạc bộ đầu tiên đạt được điều này.
Sevilla đã giành Supercopa de España năm 2007 trước nhà vô địch La Liga là Real Madrid. Tuy nhiên, mùa giải bắt đầu đi chệch hướng, sau khi hậu vệ Antonio Puerta bị đau tim trong trận đấu đầu tiên của mùa giải và qua đời ba ngày sau đó vào ngày 28 tháng 8. Ba ngày sau khi anh qua đời, Sevilla sau đó thất bại 3–1 trước Milan trong trận Siêu cúp UEFA 2007 tại Monaco. Juande Ramos, người chịu trách nhiệm chính cho những thành công gần đây của Sevilla, đã từ chức huấn luyện viên vào ngày 27 tháng 10 để đảm nhận vị trí của Tottenham Hotspur; anh được thay thế bởi người quản lý của Sevilla Atlético Manolo Jiménez. Bất chấp những vấn đề về nhân sự, Sevilla vẫn vươn lên ở vị trí đầu tiên tại vòng bảng Champions League trước Arsenal trước khi bị loại ở vòng 16 đội qua chấm phạt đền trước Fenerbahçe của Thổ Nhĩ Kỳ.
Vào mùa hè năm 2008, trước mùa giải ra mắt của Jiménez với tư cách là huấn luyện viên đội một, Dani Alves và Seydou Keita đều bị bán cho Barcelona, trong khi Christian Poulsen rời sang Juventus. Sevilla đứng thứ 3 tại La Liga với kỷ lục câu lạc bộ là 21 trận thắng và kỷ lục câu lạc bộ về số trận thắng trên sân khách.
Mùa giải 2009–10 chứng kiến Sevilla lần thứ ba liên tiếp giành quyền tham dự Champions League. Vào ngày 19 tháng 5 năm 2010, Sevilla đánh bại Atlético Madrid với tỷ số 2–0 trong trận chung kết Copa del Rey 2010 tại Camp Nou, với các bàn thắng của Diego Capel và Jesús Navas. Navas sau đó là nhà vô địch World Cup cùng đội tuyển quốc gia Tây Ban Nha vào tháng 7 năm đó. Trước khi mùa giải 2010–11 bắt đầu, Sevilla đã để thua Barcelona với tỷ số 5–3 trong trận Supercopa và bị loại ở vòng play-off Champions League bởi Braga của Bồ Đào Nha.

### Thời đại Unai Emery
Vào ngày 14 tháng 1 năm sau, sau trận thua 0-2 trước Valencia CF khiến đội bóng xứ Andalusia xếp ở vị trí thứ 12, anh bị thôi nhiệm vụ, người được thay thế bởi HLV người Tây Ban Nha Unai Emery. Câu lạc bộ đang trải qua một cuộc khủng hoảng tài chính tổ chức và câu lạc bộ buộc phải bán các ngôi sao của đội là Álvaro Negredo và Jesús Navas, những giao dịch mang lại cho câu lạc bộ tổng cộng 40 triệu euro; Bộ đôi này được thay thế bởi một dàn cầu thủ trẻ hơn gồm tiền đạo Carlos Bacca và Kevin Gameiro. Vào ngày 14 tháng 5 năm 2014, Sevilla đã đánh bại Benfica trên chấm phạt đền trong trận Chung kết UEFA Europa League 2014 để giành chiến thắng thứ ba trong giải đấu. Sau mùa giải này, tiền vệ chủ chốt Ivan Rakitić đã được bán cho Barcelona với giá khoảng 16 triệu euro (hợp đồng được chốt vào ngày 16 tháng 6 năm 2014). Vào mùa hè 2015, Vua phá lưới Carlos Bacca, người mới gia nhập đội hai năm trước, đã chuyển đến Milan với giá 30 triệu euro. Mặc dù vậy, câu lạc bộ đã mua lại các cầu thủ Grzegorz Krychowiak và Éver Banega để củng cố đội hình.
Vào ngày 27 tháng 5 năm 2015, Sevilla tiếp tục giành chức vô địch Europa League sau khi đánh bại câu lạc bộ Ukraina Dnipro Dnipropetrovsk 3–2 trong trận Chung kết năm 2015. Các bàn thắng cho Sevilla được ghi bởi Grzegorz Krychowiak và một cú đúp của Carlos Bacca. Sau khi đánh bại Dnipro, họ trở thành câu lạc bộ duy nhất từng 4 lần vô địch Europa League.
Câu lạc bộ đã trở lại trận chung kết Europa League lần thứ ba liên tiếp, đối đầu với Liverpool trong trận Chung kết năm 2016. Sau khi bị dẫn trước 1–0 ở hiệp một, Sevilla đã lội ngược dòng trong hiệp hai để giành chiến thắng chung cuộc 1-3, với một bàn thắng được ghi do công của Kevin Gameiro và hai bàn của đội trưởng câu lạc bộ Coke. Với chức vô địch Europa League thứ ba liên tiếp, Sevilla đã cải thiện thành tích giành được hầu hết các chức vô địch Europa League, giờ đã nâng cúp năm lần chỉ trong vòng mười năm.

### Kỷ nguyên hậu Emery
Bất chấp thành công liên tục của Sevilla ở Europa League, mùa giải 2015–16 đã chứng tỏ mình là một đội bóng nằm ngoài top 4, đội đứng thứ 7. Đáp lại, Castro quyết định xây dựng một sự hồi sinh của câu lạc bộ. Jorge Sampaoli đã được thuê làm huấn luyện viên - thay thế Unai Emery đang bị ràng buộc bởi Paris Saint-Germain - và câu lạc bộ bắt đầu đầu tư mạnh vào mùa hè năm đó. Những sự bổ sung cho đội bóng bao gồm thủ môn Salvatore Sirigu dưới dạng cho mượn, tiền vệ kiến thiết Ganso, tiền đạo Luciano Vietto và Wissam Ben Yedder, cầu thủ tấn công Franco Vázquez, tiền vệ rộng Hiroshi Kiyotake và Pablo Sarabia, cũng như cựu cầu thủ Arsenal và Manchester City, Samir Nasri theo dạng cho mượn. Vào tháng 12 của La Liga 2017–18, Vincenzo Montella được bổ nhiệm làm huấn luyện viên thứ ba kể từ khi Emery ra đi vào năm 2016 thay thế cho Eduardo Berizzo và trong mùa giải UEFA Champions League 2017–18, lần đầu tiên Sevilla tiến vào vòng loại trực tiếp của giải này trong vòng 10 năm, trên đường đi đã đánh bại Manchester United.
Vào ngày 4 tháng 6 năm 2019, Sevilla FC thông báo việc ký hợp đồng với Julen Lopetegui làm huấn luyện viên cho ba mùa giải tiếp theo. Vào ngày 16 tháng 8 năm 2020, Sevilla đã giành chiến thắng 2-1 trước Manchester United trong trận bán kết của UEFA Europa League 2019–20, cuối cùng đã nâng chiếc cúp vô địch giải này lần thứ sáu, đánh bại Inter Milan 3–2 trong trận chung kết.

## Thành tích

### Quốc nội
- Vô địch Tây Ban Nha (La Liga)
  - Vô địch (1): 1945–46
  - Á quân (4): 1939–40, 1942–43, 1950–51, 1956–57
- Cúp Nhà vua Tây Ban Nha (Copa del Rey)
  - Vô địch (5): 1935, 1939, 1947–48, 2006–07, 2010
- Segunda División (La Liga 2)
  - Vô địch (4): 1929, 1933–34, 1968–69, 2000–01
  - Á quân (4): 1955, 1961–62, 2015–16, 2017–18
- Siêu cúp bóng đá Tây Ban Nha (Supercopa de España)
  - Vô địch (1): 2007
  - Á quân (3): 2010, 2016, 2018

### Châu Âu
- Tập tin:UEFA Cup (adjusted).png UEFA Europa League/Cúp UEFA
  - Vô địch (7) – kỷ lục: 2005–06 2006–07, 2013–14, 2014–15, 2015–16, 2019–20, 2022–23
- UEFA Super Cup/Siêu cúp bóng đá châu Âu
  - Vô địch (1): 2006
  - Á quân (6): 2007, 2014, 2015, 2016, 2020, 2023

### Thế giới
- Siêu cúp bóng đá vô địch các câu lạc bộ UEFA–CONMEBOL

Vô địch (1): 2023

### Giải khu vực
- Copa Andalucía
  - Vô địch (18): 1916–17, 1918–19, 1919–20, 1920–21, 1921–22, 1922–23, 1923–24, 1924–25, 1925–26, 1926–27, 1928–29, 1929–30, 1930–31, 1931–32, 1932–33, 1935–36, 1938–39, 1939–40

## Đội hình

### Đội hình hiện tại
Tính đến ngày 24 tháng 9 năm 2024.
Ghi chú: Quốc kỳ chỉ đội tuyển quốc gia được xác định rõ trong điều lệ tư cách FIFA. Các cầu thủ có thể giữ hơn một quốc tịch ngoài FIFA.
| Số | VT | Quốc gia    | Cầu thủ                                |
| -- | -- | ----------- | -------------------------------------- |
| 1  | TM | Tây Ban Nha | Álvaro Fernández                       |
| 2  | HV | Tây Ban Nha | José Ángel Carmona                     |
| 3  | HV | Tây Ban Nha | Adrià Pedrosa                          |
| 4  | HV | Tây Ban Nha | Kike Salas                             |
| 5  | TĐ | Thụy Sĩ     | Rubén Vargas                           |
| 6  | TV | Serbia      | Nemanja Gudelj (đội trưởng)            |
| 7  | TĐ | Tây Ban Nha | Isaac Romero                           |
| 10 | TĐ | Tây Ban Nha | Suso (đội phó)                         |
| 11 | TĐ | Bỉ          | Dodi Lukébakio                         |
| 12 | TV | Bỉ          | Albert Sambi Lokonga (mượn từ Arsenal) |
| 13 | TM | Na Uy       | Ørjan Nyland                           |
| 14 | TĐ | Tây Ban Nha | Peque                                  |

| Số | VT | Quốc gia    | Cầu thủ                                          |
| -- | -- | ----------- | ------------------------------------------------ |
| 15 | TĐ | Nigeria     | Akor Adams                                       |
| 17 | TV | Tây Ban Nha | Saúl (đội trưởng thứ 3; mượn từ Atlético Madrid) |
| 18 | TV | Pháp        | Lucien Agoumé                                    |
| 20 | TV | Thụy Sĩ     | Djibril Sow                                      |
| 21 | TĐ | Nigeria     | Chidera Ejuke                                    |
| 22 | HV | Pháp        | Loïc Badé                                        |
| 23 | HV | Brasil      | Marcão                                           |
| 24 | HV | Pháp        | Tanguy Nianzou                                   |
| 26 | HV | Tây Ban Nha | Juanlu Sánchez                                   |
| 27 | TĐ | Bỉ          | Stanis Idumbo                                    |
| 31 | TM | Tây Ban Nha | Alberto Flores                                   |

### Đội dự bị
Ghi chú: Quốc kỳ chỉ đội tuyển quốc gia được xác định rõ trong điều lệ tư cách FIFA. Các cầu thủ có thể giữ hơn một quốc tịch ngoài FIFA.
| Số | VT | Quốc gia    | Cầu thủ               |
| -- | -- | ----------- | --------------------- |
| 27 | TV | Bỉ          | Stanis Idumbo Muzambo |
| 30 | TV | Tây Ban Nha | Alberto Collado       |

| Số | VT | Quốc gia    | Cầu thủ        |
| -- | -- | ----------- | -------------- |
| 31 | TM | Tây Ban Nha | Alberto Flores |
| 37 | TV | Tây Ban Nha | Pablo Rivera   |

### Cho mượn
Ghi chú: Quốc kỳ chỉ đội tuyển quốc gia được xác định rõ trong điều lệ tư cách FIFA. Các cầu thủ có thể giữ hơn một quốc tịch ngoài FIFA.
| Số | VT | Quốc gia    | Cầu thủ                                          |
| -- | -- | ----------- | ------------------------------------------------ |
| —  | HV | Argentina   | Federico Gattoni (tại River Plate đến 30/6/2025) |
| —  | TV | Tây Ban Nha | Joan Jordán (tại Alavés đến 30/6/2025)           |

| Số | VT | Quốc gia    | Cầu thủ                                      |
| -- | -- | ----------- | -------------------------------------------- |
| —  | TĐ | Bỉ          | Adnan Januzaj (tại Las Palmas đến 30/6/2025) |
| —  | TĐ | Tây Ban Nha | Rafa Mir (tại Valencia đến 30/6/2025)        |

## Các cựu huấn luyện viên
| Giai đoạn | Tên                    |
| --------- | ---------------------- |
| 1908–10   | Joaquín Valenzuela     |
| 1910–17   | Eugenio Eizaguirre     |
| 1917–21   | Pepe Brand             |
| 1921–23   | Arturo Ostos           |
| 1923–24   | Charles O'Hagan        |
| 1924–27   | Ángel Villagrán        |
| 1927–30   | Lippo Hertzka          |
| 1930–33   | José Quirante          |
| 1933–36   | Ramón Encinas          |
| 1939–41   | Pepe Brand             |
| 1941–42   | Victoriano Santos      |
| 1942      | Pepe Brand             |
| 1942–45   | Patrick O'Connell      |
| 1945–47   | Ramón Encinas          |
| 1947–49   | Patricio Caicedo       |
| 1949–53   | Guillermo Campanal     |
| 1953–56   | Helenio Herrera        |
| 1956–57   | Satur Grech            |
| 1957      | Guillermo Campanal     |
| 1957–58   | Diego Villalonga       |
| 1958      | Jenő Kalmár            |
| 1958–59   | José Antonio Ipiña Iza |
| 1959      | Guillermo Campanal     |
| 1959      | Ramón Encinas          |
| 1959–61   | Luis Miró              |
| 1961      | Diego Villalonga       |
| 1961–63   | Antonio Barrios        |
| 1963–64   | Otto Bumbel            |
| 1964–65   | Ferdinand Daučík       |

| Giai đoạn | Tên                  |
| --------- | -------------------- |
| 1965–66   | Ignacio Eizaguirre   |
| 1966      | Juan Arza            |
| 1966      | Sabino Barinaga      |
| 1967      | Juan Arza            |
| 1967–68   | Antonio Barrios      |
| 1968–69   | Juan Arza            |
| 1969–71   | Max Merkel           |
| 1971      | Diego Villalonga     |
| 1971–72   | Dan Georgiadis       |
| 1972      | Vic Buckingham       |
| 1972      | Diego Villalonga     |
| 1972–73   | Juan Arza            |
| 1973      | Salvador Artigas     |
| 1973      | Ernst Happel         |
| 1974–76   | Roque Olsen          |
| 1976–79   | Luis Cid "Carriega"  |
| 1979–81   | Miguel Muñoz         |
| 1981–86   | Manolo Cardo         |
| 1986–87   | Jock Wallace         |
| 1987–88   | Xabier Azkargorta    |
| 1989      | Roque Olsen          |
| 1989–91   | Vicente Cantatore    |
| 1991–92   | Víctor Espárrago     |
| 1992–93   | Carlos Bilardo       |
| 1993–95   | Luis Aragonés        |
| 1995      | Toni                 |
| 1995–96   | Juan Carlos Álvarez  |
| 1996      | Víctor Espárrago     |
| 1996–97   | José Antonio Camacho |

| Giai đoạn | Tên                    |
| --------- | ---------------------- |
| 1997      | Carlos Bilardo         |
| 1997      | Julián Rubio           |
| 1997      | Vicente Miera          |
| 1998      | Juan Carlos Álvarez    |
| 1998–99   | Fernando Castro Santos |
| 1999–2000 | Marcos Alonso          |
| 2000      | Juan Carlos Álvarez    |
| 2000–2005 | Joaquín Caparrós       |
| 2005–2007 | Juande Ramos           |
| 2007–2010 | Manolo Jiménez         |
| 2010      | Antonio Álvarez        |
| 2010–2011 | Gregorio Manzano       |
| 2011–2012 | Marcelino              |
| 2012–2013 | Míchel                 |
| 2013–2016 | Unai Emery             |
| 2016–2017 | Jorge Sampaoli         |
| 2017      | Eduardo Berizzo        |
| 2017–2018 | Vincenzo Montella      |
| 2018      | Joaquín Caparrós       |
| 2018–2019 | Pablo Machín           |
| 2019      | Joaquín Caparrós       |
| 2019–2022 | Julen Lopetegui        |
| 2022–2023 | Jorge Sampaoli         |
| 2023      | José Luis Mendilibar   |
| 2023      | Diego Alonso           |
| 2023–2024 | Quique Sánchez Flores  |
| 2024–     | Xavier García Pimienta |

## Cơ sở vật chất

### Sân vận động

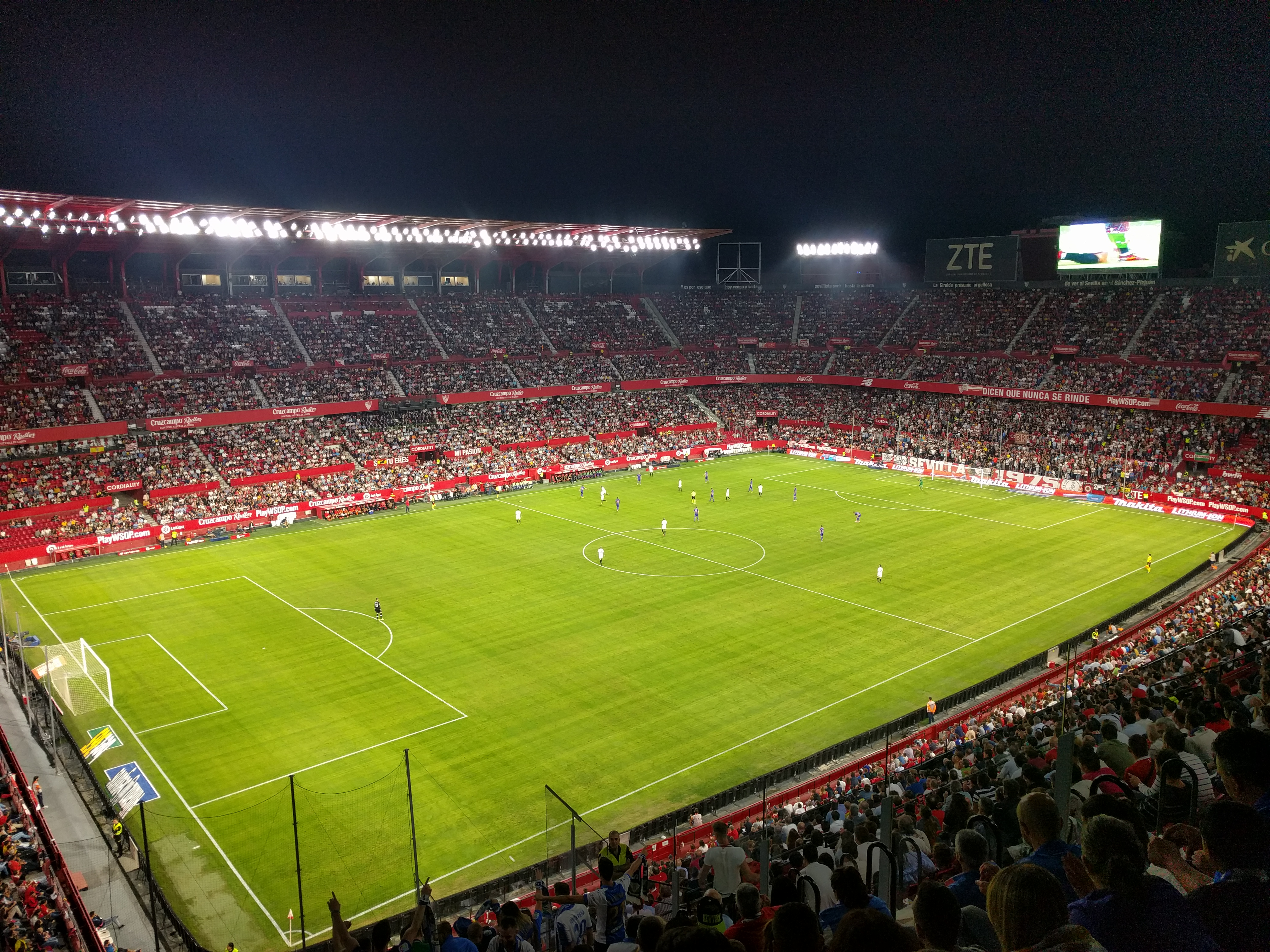
Sân vận động Ramón Sánchez Pizjuán nhìn từ bên trong

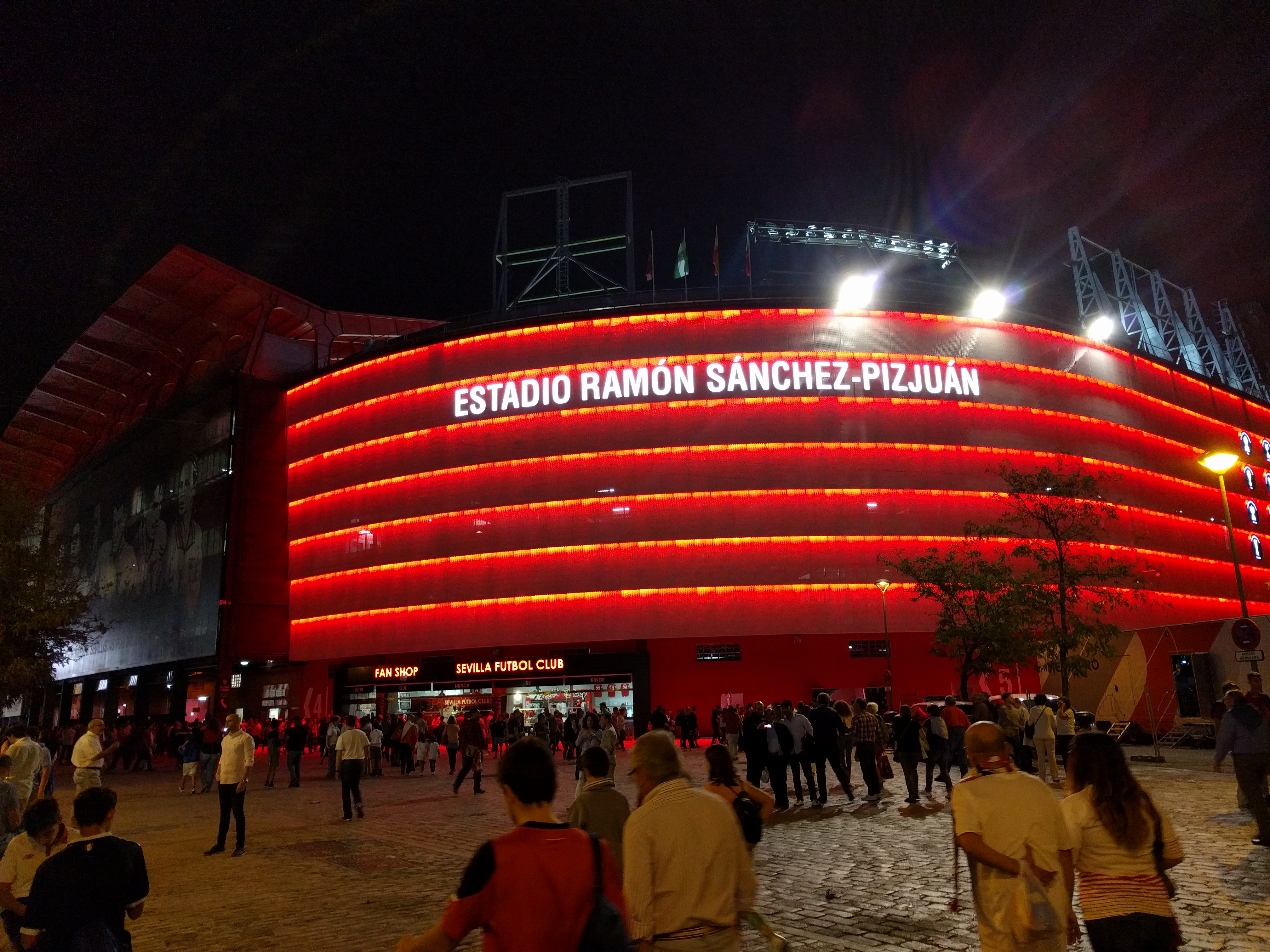
Sân vận động Ramón Sánchez Pizjuán nhìn từ bên ngoài

Trong năm mươi năm đầu tiên, Sevilla đã chơi các trận đấu trên sân nhà ở nhiều địa điểm khác nhau quanh Seville: la Trinidad Field, Mercantile Field, Sân vận động 'La Victoria' và Sân vận động Nervión.
Sân vận động Ramón Sánchez Pizjuán được quy hoạch lần đầu tiên vào năm 1937 khi khu đất được mua gần sân nhà của Sevilla khi đó, ở Nervión, và việc xây dựng bắt đầu vào năm 1954. Một cuộc thi thiết kế đã được tổ chức, và người chiến thắng là kiến trúc sư Manuel Muñoz Monasterio, người cũng đã thiết kế sân nhà của Real Madrid, Sân vận động Santiago Bernabéu.
Việc xây dựng sân vận động được hoàn thành vào mùa hè năm 1958 và được khánh thành vào ngày 7 tháng 9 cùng năm với một trận giao hữu với Real Jaén. Các khán đài phía đông và phía tây của sân vận động được hoàn thành vào năm 1974 dưới thời chủ tịch Eugenio Montes Cabezas và tăng sức chứa của sân vận động lên 70.000 người. Mái che, bức tranh khảm trên mặt tiền chính (do Santiago del Campo thực hiện) và hệ thống chiếu sáng mới được bổ sung cho FIFA World Cup 1982, trong đó sân vận động đã tổ chức một trận đấu vòng bảng giữa Liên Xô và Brazil, cũng như một trận bán kết giữa Pháp và Tây Đức.
Chung kết Cúp C1 châu Âu 1986 cũng đã được tổ chức tại sân vận động này và câu lạc bộ Steaua București đã giành chiến thắng trước Barcelona. Sức chứa của sân vận động đã giảm xuống còn khoảng 60.000 người. Lần sửa đổi cuối cùng được thực hiện vào giữa những năm 1990, khi theo quy định của FIFA, tất cả các khu vực đứng đều được tái phát triển thành chỗ ngồi, giảm sức chứa xuống còn 42.714 như hiện nay.
Đội tuyển Tây Ban Nha đã chơi 26 trận tại sân vận động này kể từ năm 1961, bất bại với 21 trận thắng và 5 trận hòa. Để kỷ niệm 100 năm thành lập câu lạc bộ vào năm 2005, một bức tranh khảm ngụ ngôn do Ben Yessef thiết kế đã được dựng lên phía trên cổng phía nam, mô tả lịch sử của thành phố Seville. Phía trên bức tranh, huy hiệu của câu lạc bộ tung bay trong gió. Sân vận động hiện là nơi đặt trụ sở truyền thống của câu lạc bộ, cũng như một cửa hàng chính thức, bảo tàng câu lạc bộ và tủ trưng bày cúp.

### Cơ sở đào tạo
Các cơ sở thể thao được gọi là La Ciudad Deportiva (Thành phố thể thao) được đội một sử dụng để luyện tập và các đội dự bị và phụ nữ sử dụng để thi đấu. Các cơ sở này được khánh thành vào năm 1974 và nằm ở ngoại ô thành phố trên đường đến Utrera. Nơi đây có bốn sân cỏ tự nhiên và ba sân nhân tạo, cũng như một sân nhân tạo cho Trường bóng đá Antonio Puerta, phòng thay đồ, phòng tập thể dục, phòng báo chí, căng tin, trung tâm y tế và phòng hồi sức.